# Metropol-Theater
Le Metropol-Theater de Berlin était un théâtre où se donnèrent, de 1898 à 1998, des revues et des opérettes. Il était situé dans le quartier de Berlin-Mitte.

## Photos

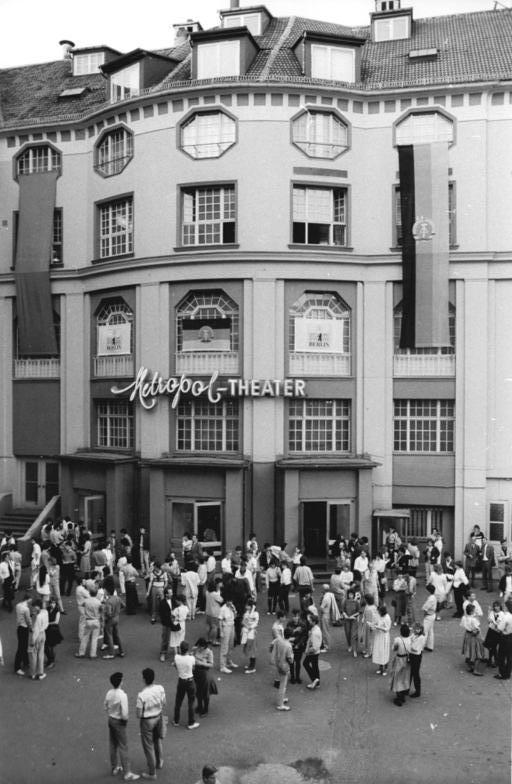
Le Metropol-Theater en 1987.
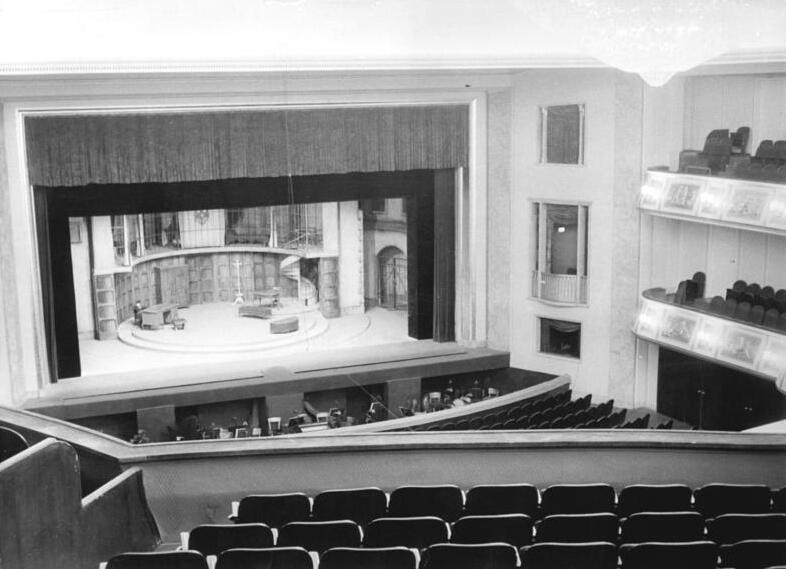
La scène, en 1955
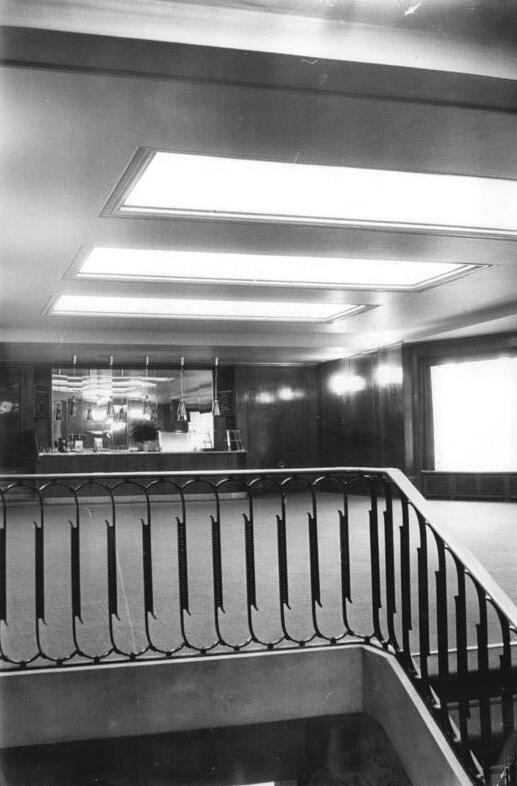
Le foyer, en 1955
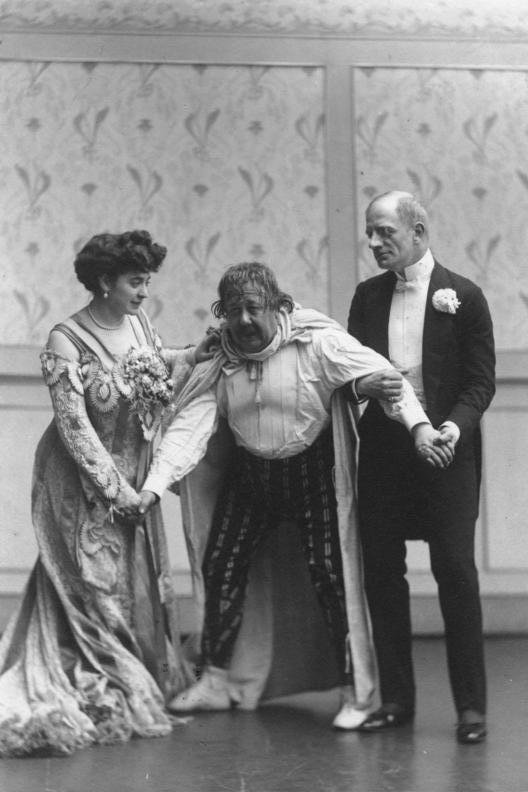
Fritzi Massary au Metropol-Theater en 1904 dans Maxim
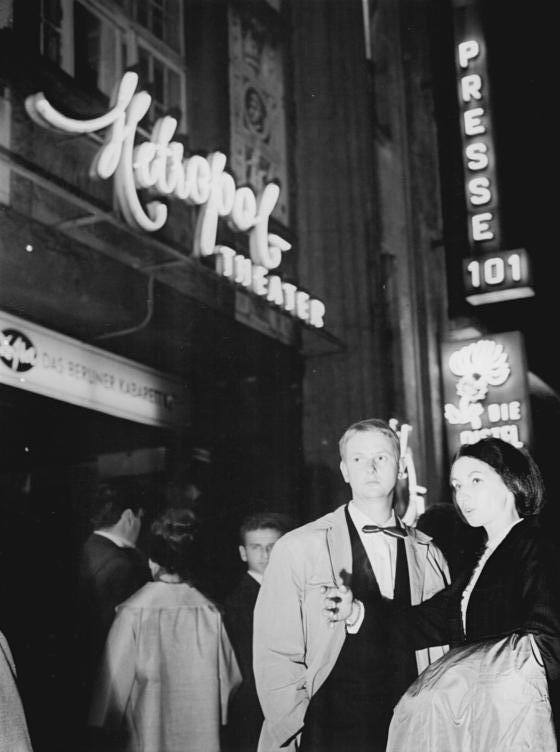
Le Metropol-Theater de nuit en 1966
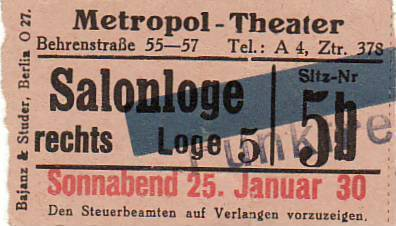
Billet datant du 25 janvier 1930

## Aacteurs y ayant joué
- Maria Mallé

## Source de la traduction
- (de) Cet article est partiellement ou en totalité issu de l’article de Wikipédia en allemand intitulé « Metropol-Theater (Berlin-Mitte) » (voir la liste des auteurs).